# Вільгельм Бляшке
Вільге́льм Йога́нн Еуге́н Бля́шке (нім. Wilhelm Johann Eugen Blaschke, 13 вересня 1885 — 17 березня 1962) — австрійський геометр, засновник та керівник Гамбурзької геометричної школи, творець інтегральної геометрії, член національної академії наук і лауреат Державної премії Німецької Демократичної Республіки.

## Біографія
Вільгельм Бляшке народився в 1885 р. у Граці (Австрія).
Його батько, Йосип Бляшке, викладав накреслювальну геометрію у місцевому реальному училищі, був освіченим математиком, особливо високо цінив творчість Якоба Штейнера та жваво цікавився питаннями історії науки.
Після закінчення середньої школи Вільгельм Бляшке спочатку вчився у Грацькому університеті в Граці, а потім у Відні, де його вчителем був відомий геометр Вільгельм Віртінгер.
Отримавши у 1908 році докторський ступінь, В. Бляшке кілька років мандрував по різних університетах, прагнучи удосконалити свої знання під керівництвом найвизначніших геометрів світу.
Він слухав лекції Едуарда Штудії в Боннському університеті, працював під керівництвом Б'янкі в університеті в Пізі, працював в університеті в Гейфсвальде (Північна Німеччина) з Фрідріхом Енгелем та вчився у Давида Гільберта та Фелікса Клейна в Геттінгенському університеті.
Викладацьку діяльність В. Бляшке почав доцентом у Боннському університеті. За своє життя він змінив чималу кількість вищих навчальних закладів. Він працював у Грейфсвальді, Празі, Лейпцигу, Кенігсберзі, Тюбінгені, але в жодному з них він не затримувався на тривалий термін.
Найбільше з усіх університетів та інститутів в його пам'яті закарбувалась Вища технічна школа у Празі, де в 1913—15 роках він працював на одній кафедрі з Густавом Герглоцем.
1919 року В. Бляшке був запрошений професором тільки-но відкритого Гамбурзького університету, — і тут він залишався аж до самої смерті. Двічі (в 1926 і 1941 роках) В. Бляшке обирався деканом математико-природничого факультету цього університету, а в 1927/1928 р. він був навіть ректором Гамбурзького університету.
Протягом довгих років В. Бляшке був керівником математичного семінару Гамбурзького університету. Цей семінар друкував збірник «Праць», засновником (і протягом багатьох років — головним редактором) якого був В. Бляшке.
Володів чудовим педагогічним талантом. Виховав багатьох видатних геометрів, наприклад,
Шпернера,
Черна,
Сантана,
Хадвігера
і Фейш Тота.
Вільгельм Бляшке любив подорожувати та читав лекції в Італії і Іспанії, в Туреччині і Латинській Америці. Він неодноразово бував у СРСР. Брав участь у I Всесоюзному математичному з'їзді в Харкові в 1930, в III Всесоюзному математичному з'їзді в Москві в 1956 і в Міжнародній конференції з тензорної диференціальної геометрії в Москві в 1934 році.
В. Бляшке був членом нацистської партії. Коли в Німеччині панували фашисти, В. Бляшке мав необережність у деяких своїх висловленнях, про які він мав усі підстави краяти себе згодом.

## Наукова діяльність
1912 року В. Бляшке дав, можливо, найвитонченіший доказ жорсткості замкнутих гладких опуклих поверхонь.
У книзі «Коло та куля», що вийшла німецькою мовою 1916 року, запропонував важливий метод доведення теорем про опуклі тіла, де очевидно, що метрика Хаусдорфа введена незалежно. Ключове твердження, на якому базується цей метод, зараз називається теоремою вибору Бляшке.
У 1938 р. разом зі своїм учнем Геррітом Большем опублікував книгу «Геометрія тканин», основна ідея якої полягає в побудові «топологічної диференціальної геометрії», тобто у вивченні тих локальних диференційно-геометричних властивостей геометричних об'єктів, які зберігаються при топологічних перетвореннях. За наступні 70 років у цьому напрямку написано величезну кількість робіт, що знаходяться на перетині геометрії та алгебри.
У середині 1930-х років Бляшке і його учні (аргентинець Сантало, румун Мендель Хаймович, швейцарець Хадвігер і працюючий в США китаєць Черн) створили так звану «інтегральну геометрію» — науку, тісно пов'язану з більш старими дослідженнями так званих «геометричних ймовірностей», тобто про міри в множинах різних геометричних об'єктів. 70 років по тому ця область геометрії продовжує активно розвиватися і вражає глибиною та багатством своїх ідей.

## Праці
- Зібрання творів, Фалес, Ессен, 1985
- Коло і сфера, Лейпциг, Файт, 1916
- Неевклідова геометрія і механіка I, II, III . Лейпциг: B.G.Teubner (1942)
- Геометрія руху кулі. У: Праці Гайдельбергської академії наук (1948)
- Кінематика і кватерніони, Берлін, 1960
- з H. Reichardt: Введення в диференціальну геометрію, Springer (1960)
- з Kurt Leichtweiß: Елементарна диференціальна геометрія, Берлін, 1973
- Математика і життя, Вісбаден, Штайнер, 1951
- Проективна геометрія, Birkhäuser, 1954
- Аналітична геометрія, Birkhäuser, 1954
- Лекції по інтегральній геометрії, Берлин, 1955
- Грецька і нарисна геометрія, Ольденбург, 1953

## Книги В. Бляшке, перекладені на російську мову
- Круг и шар [Архівовано 18 серпня 2021 у Wayback Machine.], М.: Наука, 1967
- Дифференциальная геометрия, М.: ОНТИ, 1935
- Лекции по интегральной геометрии, Успехи мат. наук, вып. 5 (1938), с. 96-149
- Введение в дифференциальную геометрию, М.: Гостехиздат, 1957; 2е изд. — Ижевск: Регулярная и хаотическая динамика, 2000 [ISBN 5-7029-0342-0]
- Греческая и наглядная геометрия, Математическое просвещение, вып. 2 (1957), с. 111—130; вып. 3 (1958), с. 101—138
- Введение в геометрию тканей, М. Физматгиз, 1959